# Крокодил Денди
Крокодил Денди (енгл. Crocodile Dundee) је аустралијско амерички пустоловно комедијски филм Питера Фајмана из 1986. године, по сценарију Џона Корнела, Пола Хогана и Кена Шејдија.

## Радња
Америчка новинарка Сју Чарлтон, ћерка шефа новинске империје „Њуздеј“, долази у Аустралију да извештава о локалном ловцу Мику Џеј Дандију, познатом у Вокабаут Крику (Северна територија, Аустралија) под надимком „Крокодил“. Прославио се јер му је опасан гмизавац умало одгризао ногу, али је преживео у борби са предатором. Сју договара састанак са сапутником Крокодила Волтером Рајлијем, који младог новинара упознаје са Дандијем.
Мика су васпитали староседеоци, он је диван трагач, познавалац природе и живи углавном далеко од цивилизације. Новинар проводи три дана са ловцем у аустралијској дивљини, упознавајући се са локалним атракцијама и самим крокодилом, и неочекивано показује симпатије према њему. Сју позива Мика да посети Њујорк и боље упозна Америку. „Крокодил” никада раније није био у великом граду и многе ствари му се чине несхватљивим и чудним. Често упада у разне смешне ситуације и исто тако смешно излази из њих. Међутим, он остаје при себи и показује интересовање чак и за странце, што га брзо чини популарним. Бушове вештине преживљавања су такође корисне у метрополи - Мик чак успева да спречи злочин.
Сју је верена за колегу новинара, а симпатије према једном старијем Аустралијанцу остављају жену у страху, али врло брзо схвата да воли Мика и да не може да живи без њега.